# 自產生程式
自產生程式（英語：Quine），指的是輸出結果為程式自身源碼的程式。其英文名称以美國哲學家奎恩（Willard Van Orman Quine）命名，
能夠直接讀取自己源碼、讀入使用者輸入或空白的程式一般都不視為自產生程式。

## 起源
这种编程思想在计算机刚刚兴起的时候就已出现。Paul Bratley发表的文章《Computer Recreations: Self-Reproducing Automata》也对此进行了讨论。而已知最早的這類程式在1960年代於愛丁堡大學出現，由Hamish Dewar以Atlas Autocode編寫：
```
%BEGIN
!THIS IS A SELF-REPRODUCING PROGRAM
%ROUTINESPEC R
R
PRINT SYMBOL(39)
R
PRINT SYMBOL(39)
NEWLINE
%CAPTION %END~
%CAPTION %ENDOFPROGRAM~
%ROUTINE R
%PRINTTEXT '
%BEGIN
!THIS IS A SELF-REPRODUCING PROGRAM
%ROUTINESPEC R
R
PRINT SYMBOL(39)
R
PRINT SYMBOL(39)
NEWLINE
%CAPTION %END~
%CAPTION %ENDOFPROGRAM~
%ROUTINE R
%PRINTTEXT '
%END
%ENDOFPROGRAM
```

## 原理
我們先定義一個函數{\displaystyle q}，對於一個字串{\displaystyle w_{a}}，{\displaystyle q(w_{a})}經過程式語言的解釋會變成{\displaystyle w_{b}}。
對於一個程式{\displaystyle P}而言，以下會使用{\displaystyle \langle P\rangle }來表示程式P的描述（即程式碼）。
建立一個程式SELF，SELF由A、B所組成。換言之{\displaystyle \langle SELF\rangle =\langle A\rangle \langle B\rangle }。且會先執行A再執行B。
```
A=“儲存

  

    

      

        
⟨

        
B

        
⟩

      

    

    
{\displaystyle \langle B\rangle }

  

”
```

```
B=“對於輸入<M> ,而M為一段程式碼。一、計算出q(<M>)
二、把計算結果和<M>結合起來
三、印出所出求出描述。”
```

而自生實際執行的過程為：
一、首先A先執行，會得到{\displaystyle \langle B\rangle }。
二、B開始執行，然後被輸入{\displaystyle \langle B\rangle }（即{\displaystyle M=B}）。
三、B利用{\displaystyle \langle B\rangle } ,可以計算出{\displaystyle q(\langle B\rangle )}，並以此計算出{\displaystyle \langle A\rangle }。將{\displaystyle \langle A\rangle }與{\displaystyle \langle B\rangle }組合成一個新的程式的描述{\displaystyle \langle SELF\rangle }。
四、輸出{\displaystyle \langle SELF\rangle }。

## 示例
在Quine的定义里，程序不能有任何形式的输入，否则将被视为“作弊”。例如，一个程序读取该程序自身的源代码然后打印出来，利用这种方法的程序属于作弊的Quine。

### Perl
一个用Perl编写的无作弊的Quine：
```
$_
=
q{print"\$_=q{$_};eval"}
;
eval

```

### Python
Python本身提供repr()運算，其作用大致等同於上述之q()。如：
```
# repr() function

 
>>>
 
w
=
'Hello World
\n
Hwllo World'

 
>>>
 
print
 
(
w
)

 
Hello
 
World

 
Hwllo
 
World

 
>>>
 
repr
(
w
)

 
"'Hello World
\\
nHwllo World'"

# Quine (line 11, 13, 14) 

A
:

  
>>>
 
x
=
'y="x="+repr(x)+"
\\
n"
\n
print (y+x)'

B
:

  
>>>
 
y
=
"x="
+
repr
(
x
)
+
"
\n
"

  
>>>
 
print
 
(
y
+
x
)

  
x
=
'y="x="+repr(x)+"
\\
n"
\n
print (y+x)'

  
y
=
"x="
+
repr
(
x
)
+
"
\n
"

  
print
 
(
y
+
x
)

```

## 外部連結
- The Quine Page （页面存档备份，存于）
- wikisource:Quines[永久]
- JavaWorld@TW - 自產生程式 （页面存档备份，存于）